# Yaligimba
Yaligimba est un village de république démocratique du Congo situé à 50 km de Bumba dans la province de Mongala.

## Géographie
La localité se trouve sur la route nationale RN6, à 57 km du chef-lieu territorial Bumba.

## Économie
Ses habitants vivent essentiellement de l'agriculture. On y trouve une importante plantation de palmiers fondée dans les années 1930 (ex-PLZ) et en activité en 2019  appartenant aux Plantations et huileries du Congo (PHC).